# يوسف رخا
يوسف رخا هو كاتب مصري. يكتب بالعربية والإنجليزية في شتى الأنواع الأدبية، ويترجم بينهما. تعكس كتاباته أسئلة الهوية المعاصرة في مدينة القاهرة. من أهم أعماله رواية “كتاب الطغرى” (2011)، والتي قال الأديب الفلسطيني أنطون شماس إنها “إنجاز مذهل… يحقق أحد أحلام الروائيين العرب المحدثين منذ منتصف القرن التاسع عشر” وكتاب «بيروت شي محل» (2006) الذي رشح لجائزة الريبورتاج الأدبي “ليتر يوليسيز” عام 2006.

## حياته
يوسف رخا مواليد حي الدقي سنة 1976، حاصل على بكالريوس الآداب من جامعة هل، إنجلترا ويعمل في جريدة الأهرام ويكلي منذ 1999. ساهم في تأسيس جريدة “ذا ناشونال” في أبو ظبي عام 2007-2008.

## أعماله
صدرت روايته الأولى “كتاب الطغرى” عن دار الشروق سنة 2011 والثانية “التماسيح” عن دار الساقي سنة 2013، وصدرتا مترجمتين إلى الإنجليزية أواخر 2014 (عن “إنترلينك” و”سيفين ستوريز” في أمريكا، حيث امتدحمها – ضمن آخرين – أمين معلوف ونيال جريفيثس، كما فازت أولاهما بـجائزة سيف غباش-بانيبال عن ترجمة بول ستاركي). ثم صدرت روايته الثالثة “باولو” (الجزء الثاني من “التماسيح”، والتي اختيرت ضمن القائمة الطويلة لجائزة البوكر العربية وفازت بجائزة ساويرس عام 2017) عن دار التنوير في مطلع 2016.
بين 2006 و2008، أصدر ثلاثة كتب في أدب المكان (“بيروت شي محل”-بالتعاون مع مجلة أمكنة، والذي رشح لجائزة الريبورتاج الأدبي “ليتر يوليسيز” عام 2006، وعن دار رياض الريس: “بورقيبة على مضض” و”شمال القاهرة غرب الفلبين”) كما أصدر مجموعة مقالات وقصائد عن دار العين (“كل أماكننا”) سنة 2010 ونشر مجموعة قصائد “يظهر ملاك” إلكترونياً سنة 2011.
كان أول كتبه مجموعة قصص قصيرة “أزهار الشمس” صدرت عن دار شرقيات سنة 1999.